# 76

## Nașteri
- 24 ianuarie: Hadrian (Publius Aellus Hadrianus), împărat roman din 117 (d. 138)